# Christopher A. Sims
Christopher Albert Sims (født 21. oktober 1942) er en amerikansk økonometriker og makroøkonom. Han er professor i økonomi ved Princeton University og modtog sammen med Thomas Sargent Nobelprisen i økonomi i 2011 for deres "empiriske forskning om årsag og virkning i makroøkonomien". 

## Baggrund
Sims tog en bachelorgrad i matematik ved Harvard University i 1963 og en Ph.D.-grad i økonomi sammesteds fra i 1968. Han har undervist ved Harvard, University of Minnesota, Yale og, siden 1969, Princeton. I 1995 var han formand for økonomsammenslutningen Econometric Society og i 2012 for den amerikanske økonomsammenslutning American Economic Association.

## Forskning
Sims har offentliggjort adskillige vigtige artikler inden for sine forskningsområder økonometri og makroøkonomisk teori og politik. Især er han kendt som en pioner i brugen af såkaldte vektorautoregressive modeller (ofte kaldet VAR-modeller) i empirisk makroøkonomi. VAR-modeller bruges til at undersøge samspillet mellem flere forskellige samtidige økonomiske variable, som formodes at kunne påvirke hinanden.
Sims er kendt for at være en klar modstander af hypotesen om rationelle forventninger i makroøkonomi, ligesom han er skeptisk over for de nyklassiske real business cycle-modeller. Dermed er han i modsætning til Thomas Sargent, som han delte Nobelprisen sammen med.
Selvom Sims' videnskabelige arbejde befinder sig på et avanceret teknisk niveau, forsøgte han at oversætte det til et mere hverdagsagtigt sprog i forbindelse med sin Nobel-forelæsning. Her forklarede Sims, at formålet var at skabe en teknik, der kan vurdere, hvilken retning kausaliteten går i forbindelse med centralbankers pengepolitik. Hans arbejde bekræftede teorierne fra monetarister som Milton Friedman om, at ændringer i pengemængden skaber inflation. Det viste imidlertid også, at kausaliteten går begge veje, sådan at ændringer i variable som rente og inflation også påvirker pengemængden.